# Municipio de White Oak (condado de Franklin)
El municipio de White Oak (en inglés: White Oak Township) es un municipio ubicado en el condado de Franklin en el estado estadounidense de Arkansas. En el año 2010 tenía una población de 5574 habitantes y una densidad poblacional de 35,66 personas por km².

## Geografía
El municipio de White Oak se encuentra ubicado en las coordenadas 35°31′16″N 93°47′14″O / 35.52111, -93.78722. Según la Oficina del Censo de los Estados Unidos, el municipio tiene una superficie total de 156.32 km², de la cual 151.95 km² corresponden a tierra firme y (2.8%) 4.37 km² es agua.

## Demografía
Según el censo de 2010, había 5574 personas residiendo en el municipio de White Oak. La densidad de población era de 35,66 hab./km². De los 5574 habitantes, el municipio de White Oak estaba compuesto por el 96.02% blancos, el 0.54% eran afroamericanos, el 0.88% eran amerindios, el 0.32% eran asiáticos, el 0.05% eran isleños del Pacífico, el 0.32% eran de otras razas y el 1.87% pertenecían a dos o más razas. Del total de la población el 2.46% eran hispanos o latinos de cualquier raza.